# Romska glazba
Romska glazba je glazba Roma. Zbog nomadskog načina života, Romi su u prošlosti često djelovali kao putujući zabavljači. Iz toga je razloga u gotovo svim područjima u kojima su živjeli njihova glazba bila vrlo popularna. 
Zbog dugih putovanja, romska je glazba poprimila razne utjecaje: grčkim, arapskim, perzijskim, turskim, češkim, srpskim, rumunjskim, njemačkim, francuskim i španjolskim elementima. 
Instrumentalna pratnja varira od kraja u kojem određena romska zajednica živi. Snažna je prisutnost romske glazbe vidljiva u istočnoj Europi, posebno u Mađarskoj, Rumunjskoj, Srbiji te u Španjolskoj.

## Povezani članak
- Flamenko